# Anna (dcera Borise I.)
Anna (bulharsky: Анна; * 9. století, Bulharsko – 10. století, Preslav) byla bulharská princezna a dcera knížete Borise I. Bulharského (852–889).
Anna byla Borisova druhá dcera a nejmladší ze šesti dětí, které se narodily jeho druhé manželce, Marii, která dala život také vládcům knížeti Vladimírovi (vláda 889–893) a caru Simeonovi Velikému (vláda 893–927), princům Gabrielovi a Jakubovi a princezně Eupraxii. Anna nesla jméno Borisovy sestry.
Anna si vzala tarkana Simeona, vlivného muže v Bulharské říši. Později v životě se, jako její starší sestra Eupraxie, stala jeptiškou v klášteře v bulharském hlavním městě Preslav. Její náhrobek, odkrytý v roce 1965 a psán ve staroslověnštině a byzantské řečtině, odhaluje, že zemřela jako jeptiška 9. října nejistého roku.
Na rubové straně kamene je vyobrazen portrét princezny ve volném oděvu, jak míří pažemi ke kostelu s křížovou kupolí na každé straně a v pravé ruce drží žezlo. Na základě tohoto portrétu je vysoce pravděpodobné, že byla Anna ktetorkou dvou kostelů.
V bulharském celovečerním filmu Boris I. z roku 1985 hraje roli princezny Anny herečka Adriana Petrovová.